# Episodi di Harvey Birdman, Attorney at Law (prima stagione)
La prima stagione della serie televisiva Harvey Birdman, Attorney at Law, composta da 9 episodi, è stata trasmessa negli Stati Uniti, da Cartoon Network e Adult Swim, dal 30 dicembre 2000 all'8 giugno 2003.
Il primo episodio Bannon Custody Battle è stato trasmesso inizialmente su Cartoon Network il 30 dicembre 2000. La serie ritorna ufficialmente il 2 settembre 2001, il giorno stesso del lancio ufficiale del blocco Adult Swim, insieme ad altri 8 episodi che compongono la prima stagione.
In Italia la stagione è inedita.
| nº | Codice di produzione | Titolo originale      | Prima TV USA      |
| -- | -------------------- | --------------------- | ----------------- |
| 1  | 2001                 | Bannon Custody Battle | 30 dicembre 2000  |
| 2  | 10-02                | Very Personal Injury  | 23 settembre 2001 |
| 3  | 10-03                | Shaggy Busted         | 7 luglio 2002     |
| 4  | 10-04                | Death by Chocolate    | 14 luglio 2002    |
| 5  | 34-6105              | Shoyu Weenie          | 21 luglio 2002    |
| 6  | 34-6106              | The Dabba Don         | 28 luglio 2002    |
| 7  | 34-6107              | Deadomutt (Part 1)    | 25 maggio 2003    |
| 8  | 34-6108              | Deadomutt (Part 2)    | 1º giugno 2003    |
| 9  | 34-6109              | X, the Exterminator   | 8 giugno 2003     |

## Bannon Custody Battle
- Titolo originale: Bannon Custody Battle
- Diretto da: J. J. Sedelmaier
- Scritto da: Michael Ouweleen e Erik Richter

### Trama
Race Bannon dice al Dott. Benton Quest che è un padre e che vuole la custodia sui suoi bambini. Harvey deve dimostrare che Benton Quest è il padre migliore, un compito difficile dato che Benton non riesce nemmeno a ricordare i nomi dei suoi figli. Alla corte, Vulturo rappresenta la sua razza, anche se il suo impedimento nel parlare confonde la giuria. Vulturo afferma che la genetica non dovrebbe determinare la paternità e chiama dei testimoni (i nemici della serie animata Jonny Quest), i quali affermano che Bannon è il padre migliore. Il Dott. Quest, i ragazzi e Harvey si riuniscono quella notte al ritrovo di Harvey, un bar chiamato The Birdcage. Il giorno dopo, Harvey interroga il Dott. Quest davanti ai ragazzi, tuttavia continua semplicemente a parlare dei suoi esperimenti. Harvey alla fine rivela che Race Bannon è un robot; lo stenografo si rivela essere il Dott. Zin che era dietro l'intera faccenda, nel tentativo di allontanare i ragazzi da Bannon e Quest. Il Dott. Zin viene portato via e Harvey vince il caso. Il vero Race viene convocato durante una videotelefonata dove si rivelerà essere in vacanza, giocando a pallavolo con molti uomini. Quest è curioso di sapere come Zin fosse in grado di duplicare le persone così bene. Race firma subito senza nemmeno rispondere. 

## Very Personal Injury
- Titolo originale: Very Personal Injury
- Diretto da: Vincent Waller
- Scritto da: Michael Ouweleen e Erik Richter

### Trama
Capo Apache, l'ex componente nativo americano dei Superamici che ha il potere di crescere fino a raggiungere grandi dimensioni, salva la città da una grande meteora. Successivamente, si dirige a Javalux per bere un caffè, tuttavia mentre cerca i soldi, lo rovescia accidentalmente sulle gambe. Va a trovare Harvey, rimpicciolendosi per la paura quando Harvey gli offre una bevanda calda. Capo Apache spiega ad Harvey cosa è successo e come ha perso la capacità di ingrandirsi. Vanno in tribunale per citare in giudizio la società Javalux e l'altro avvocato si rivela essere il paranoico Reducto. Harvey porta sul banco dei testimoni alcuni supereroi. Prima con Black Vulcan, poi con Zan dei Super-gemelli. Al Birdcage, Reducto suggerisce di accontentarsi, tuttavia Birdman afferma che la questione è la riconoscenza per Capo Apache. Dice che se Capo Apache si sentisse apprezzato, il caso probabilmente sarebbe stato ritirato. Questo fa sì che Reducto inizi a tramare un altro piano. Di ritorno in tribunale, Reducto chiama la direttrice del negozio Javalux, una donna di nome Sybil Shussler. Interrogata, dice che quello che è successo a Capo Apache è sbagliato. Parla dell'eroismo e del vantaggio per la società di Capo Apache, mentre i vestiti assumono un aspetto più indiano ogni volta che la telecamera punta su di lei. All'improvviso, il Capo Apache cresce rapidamente fino a riempire l'aula e Mightor archivia il caso. Alla fine, Capo Apache e un gruppo di altri eroi minori (oltre a Jesse Jackson) decidono di formare un altro gruppo chiamato Amici Multiculturali. Inoltre, Capo Apache riesce a fare colpo su Sybil Shussler, che lo bacia.

## Shaggy Busted
- Titolo originale: Shaggy Busted
- Diretto da: Vincent Waller
- Scritto da: Michael Ouweleen e Erik Richter

### Trama
La Mystery Machine viene fermata per guida irregolare e l'autista, Shaggy Rogers, afferma di aver sentito la presenza di un mostro vicino al vecchio cotonificio abbandonato e che si è unito al resto della banda per cercare di catturarlo. Quando l'ufficiale sospetta che Shaggy e Scooby-Doo siano sotto l'influenza di droghe, il gruppo si allontana. Tornato alla Sebben & Sebben, Harvey ha problemi a tenere traccia dei suoi documenti e inizia a fare un colloquio per un impiegato. È impressionato da un giovane di nome Peanut che si veste in modo molto simile a lui e decide di assumerlo. Fred Jones arriva per assumere Harvey e lo porta in prigione per vedere Scooby e Shaggy, tuttavia si comportano ancora come se fossero fatti. Mentre il resto della banda cerca di convincerli che sono solo stupidi, Il caso va in tribunale e Spyro recita la scena dell'incidente in stile teatrale. L'ufficiale afferma intanto di aver trovato accessori per la droga, tuttavia Harvey riesce a dimostrarlo come circostanziale. Velma raggiunge il banco dei testimoni e dice ad Harvey che sono affamati e ridono quando sono nervosi. Ciò supporta una precedente affermazione della difesa secondo cui in alcune clip di vecchi cartoni animati di Scooby-Doo mostrati dall'accusa sono stati estrapolati dal contesto per mostrare Shaggy e Scooby come drogati. Il secondo giorno del processo, Fred e Velma irrompono in tribunale con un mostro in custodia. Smascherandolo, scoprono che è Il Vecchio Bakov e lui racconta i suoi piani nefasti. Tutti scoppiano a ridere, compreso Bakov.

## Death by Chocolate
- Titolo originale: Death by Chocolate
- Diretto da: Ben Jones
- Scritto da: Michael Ouweleen e Erik Richter

### Trama
Nel parco di Jellystone, Yoghi e Bubu vengono svegliati da agenti dell'ATF che "accidentalmente" sparano un gas lacrimogeno nella loro grotta. Phil Ken Sebben ordina ad Harvey di difendere Bubu, accusato di essere un terrorista noto come Unabooboo (un riferimento a Unabomber). Al Birdcage, Reducto dice ad Harvey che non esiste un governo, che tutto è di proprietà di una manciata di società e che presto ci sarà una valuta mondiale. Harvey se la ride per poi pagare il conto del bar in euro. Tornando al processo, l'accusa del caso fornisce diversi elementi di prova, il più cruciale dei quali è un manifesto prodotto su una macchina da scrivere elettrica con il tasto "T" disallineato. Harvey sostiene che questo non avrebbe potuto essere scritto da Bubu poiché non c'è elettricità nella loro caverna. Harvey dimostra inoltre che Bubu non avrebbe potuto scriverlo dopo aver portato Yoghi come testimone, affermando che sia lui che Bubu sono analfabeti. Il giorno successivo, Bubu viene dichiarato non colpevole. Lui e Harvey si abbracciano e poi trascorrono la notte insieme nella sua caverna. Mentre Bubu è in giro a cavallo, Harvey scopre una macchina da scrivere elettrica nella grotta, collegata a un generatore. Preso dal panico, Harvey testa la macchina da scrivere, tuttavia scopre che la "T" è allineata. Continua a premere il tasto 'T' per confermare; tuttavia regola il carrello per renderlo disallineato senza rendersene conto. Preso nuovamente dal panico, Harvey corre a casa; Bubu irrompe e dice che vuole ringraziarlo per il suo lavoro, offrendogli dei biscotti. Temendo per la sua vita, Harvey lo uccide con un'esplosione di energia. Phil arriva per confortare Harvey, tuttavia arriva Yoghi che giura vendetta. Tutti loro, incluso Bubu (indicando che la risata di Yoghi lo ha rianimato), ridono insieme.

## Shoyu Weenie
- Titolo originale: Shoyu Weenie
- Diretto da: Ben Jones
- Scritto da: Michael Ouweleen e Erik Richter

### Trama
I Shoyu Weenie, un gruppo rock giapponese oberato di lavoro, viene a sapere che il loro singolo di successo è stato plagiato da una band americana chiamata The Neptunes. Assumono Harvey, mentre Peanut traduce per loro poiché parla giapponese. Reducto si ritrova ad innamorarsi di una testimonial musicologa di nome Gale Melody. Anche Harvey e Mentok sono attratti da lei, il che causa delle interruzioni in aula. Peanut risolve il caso mostrando un film karaoke di entrambe le canzoni, anche se Mentok dichiara che sono la stessa canzone e cerca dei querelanti. Proprio mentre Harvey e i suoi amici stanno festeggiando la loro vittoria, tuttavia, scoprono che la canzone è stata nuovamente rubata, questa volta da una band tedesca.

## The Dabba Don
- Titolo originale: The Dabba Don
- Diretto da: Robert Alvarez
- Scritto da: Michael Ouweleen e Erik Richter

### Trama
Fred Flintstone è un mafioso e l'ignaro Harvey lo difende. Mentre il giudice Mightor subisce due attentati e scompare, Il giudice Mentok conclude rapidamente il caso. Harvey, utilizzando clip della serie originale de I Flintstones, sostiene con successo che Fred è delirante, essendo stato colpito alla testa con una palla da bowling così tante volte che spesso adotta altre personalità. Si scopre che ha ragione, dato che Barney Rubble è il vero boss della mafia.

## Deadomutt (Part 1)
- Titolo originale: Deadomutt (Part 1)
- Diretto da: Robert Alvarez
- Scritto da: Michael Ouweleen e Erik Richter

### Trama
Birdman crede di essere in linea per diventare un partner principale nella Sebben & Sebben. Invece, scopre che la posizione andrà al nuovo assunto dell'azienda Azul Falcone, un bon vivant che affascina tutti quelli che incontra tranne un geloso Harvey. Presto, Harvey diventa lo zerbino dell'ufficio, alla fine costretto ad assumersi parte del carico di lavoro di Falcone. Tuttavia scopre che Azul è un avvocato incompetente e che Cane Prodigio fa tutto il suo lavoro. Prende il suo curriculum e si dirige alla fotocopiatrice dell'ufficio, con l'intenzione di lavorare in una nuova azienda. Phil cerca Harvey, solo per trovarlo coperto di inchiostro e piangere accanto alla fotocopiatrice aperta e i resti di Cane Prodigio sparsi in giro. Viene quindi preso in custodia.

## Deadomutt (Part 2)
- Titolo originale: Deadomutt (Part 2)
- Diretto da: Robert Alvarez
- Scritto da: Michael Ouweleen e Erik Richter

### Trama
Harvey è sotto processo per l'omicidio dell'assistente di Azul Falcone, Cane Prodigio. Falcone lo rappresenta, poiché nessun altro accetta il caso. Nonostante la cattiva rappresentazione di Falcone, la giuria ritiene Birdman innocente. Mentok scavalca la giuria e condanna Birdman, condannandolo a morte. Harvey va in prigione per tre anni e mezzo, dimenticando di poter volare, di saper leggere, tenendo una falena domestica e sposando Magilla Gorilla. Poco prima della sua esecuzione, la banda lo sorprende con una festa di compleanno; Cane Prodigio infatti è ancora vivo e l'intera faccenda era uno scherzo di Falcone.

## X, the Exterminator
- Titolo originale: X, the Exterminator
- Diretto da: Michael Ouweleen e Erik Richter
- Scritto da: Michael Ouweleen e Erik Richter

### Trama
Da giovane, X (soprannominato l'Eliminatore) è stato incaricato dalla malvagia organizzazione F.E.A.R. di ottenere la cresta sull'elmo di Birdman. Dopo 26 anni, ha acquisito un'ossessione per Birdman e un suo spot lo ispira a rinnovare la sua ricerca. Nel frattempo, Harvey sta difendendo Phil, che ha picchiato qualcuno mentre andava al lavoro tutti i giorni della settimana e viene citato in giudizio. Harvey è distratto dagli attacchi di X e dal fatto che ogni volta che cerca di andare in bagno succede qualcosa che gli impedisce di finire. Ricorre addirittura a camminare sul cornicione esterno dell'edificio per evitare X, che stava aspettando fuori dal suo ufficio. Alla fine, con l'aiuto di Avenger, Harvey sconfigge X, vince la sua causa e riesce ad andare in bagno.